# Ludim
Ludim è il nome ebraico indicante la Lidia o il suo popolo, usato da Geremia ed Ezechiele. Nella biblica Tavola delle Nazioni viene detto che essi discendano da Lud, figlio di Sem, figlio di Noè. Secondo Flavio Giuseppe, la loro terra venne distrutta.
Questi ludim non andrebbero confusi con un altro gruppo chiamato ugualmente ludim discendenti da Mizraim. Si è pensato talvolta ad un errore tipografico per lubim, in riferimento ai libici.